# Blackfriars Bridge (film)
Blackfriars Bridge je britský němý film z roku 1896. Režisérem je Robert W. Paul (1869–1943). Film se natáčel někdy mezi červencem a srpnem 1896. 

## Děj
Film zachycuje kočáry, tažené koňmi, a chodce na Blackfriars Bridge v Londýně. Kamera byla umístěna na jižní straně mostu směrem na sever. Někteří chodci, jejichž jména neznáme, se do ní při přecházení mostu dívali.